# Alex Somers
Alex Somers, né le 7 mars 1984, est un artiste visuel et musicien américain, qui a étudié et passé quelques années à Reykjavik en Islande, où il vivait avec son compagnon  de l'époque Jón Þór Birgisson, surnommé Jónsi, le chanteur et guitariste du groupe Sigur Rós. Alex est un des deux membres fondateurs du groupe Parachutes. Il a également collaboré avec Jónsi à la création d'art visuel et de musique sous le titre Jónsi & Alex. 

## Histoire
Alex Somers a étudié au Berklee College of Music de Boston, et à l'académie des arts "Listaháskóli Íslands" de Reykjavík.

## Ses activités

### Parachutes
Parachutes est un groupe formé en 2003 d'un duo composé de Alex Somers et Scott Alario qui a maintenant été élargi à huit membres, Thordis Björt Sigþórsdóttir, Tinna Jóhanna Magnusson, Björn Palmi Palmason, Kári Holmar Ragnarsson, Brendan Glasson et Aaron Borucki. Ils enregistrent dans la cuisine d'Alex et souvent expérimentent en se servant d'objets domestiques comme instruments. Le groupe s'est nommé ainsi d'après le terme courant que l'on donne aux pappus de pissenlit. Le groupe a collaboré avec Jónsi de Sigur Rós, ainsi qu'avec Amiina.

### Sigur Rós
Alex Somers a travaillé à la conception de nombreuses pochettes de disques de Sigur Rós dont la pochette de l'album Takk... qui a reçu le "Meilleur design d'album" en 2006 aux "Icelandic Music Awards". Alex Somers et Lukka Sigurdardottir, la femme de Orri Páll Dýrason, le batteur de Sigur Rós, forment les Toothfaeries, qui font toute la marchandise officielle faite à la main de Sigur Rós.
Après plusieurs déboires dans la réalisation de l'album Valtari, Sigur Rós fait finalement appel à Alex Somers pour le finaliser. Il entre alors dans la réalisation directe du son de Sigur Rós, et intègre son style très particulier à la limite de l'expérimental.

### Jónsi

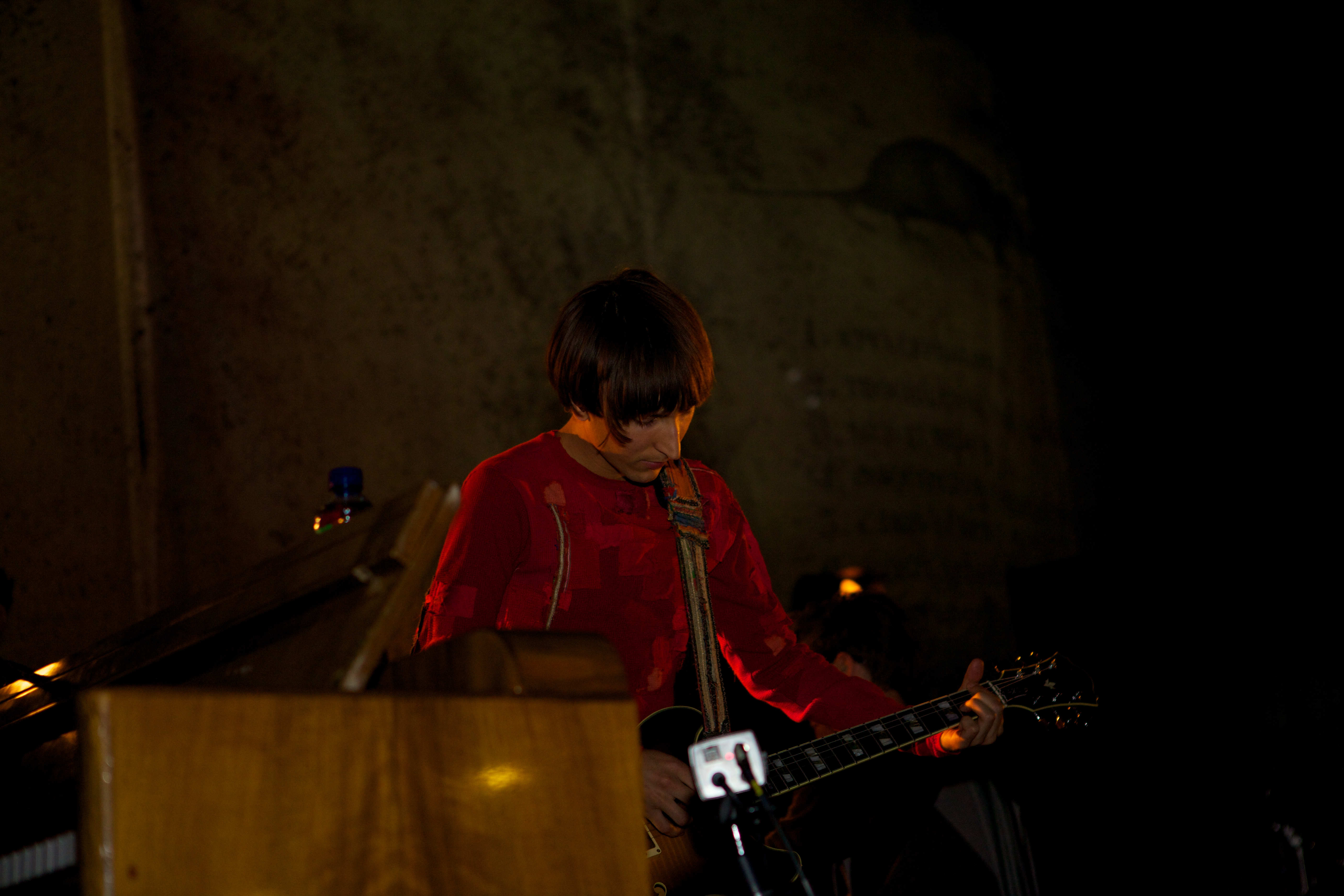
Alex Somers lors d'un concert de la tournée de Jónsi.

Alex Somers a activement participé à l'élaboration du premier album solo de Jónsi, Go, sorti en 2010, en tant que coproducteur mais aussi en tant que musicien. Il fait aussi partie des musiciens qui ont suivi Jónsi lors de la tournée mondiale qui suivit.

### Autres groupes
Icelandic Music Export signale dans un article que Alex travaille avec un groupe post-rock local, Rökkurró, pour l'enregistrement et la production de leur deuxième album.
Il a travaillé sur l'album du musicien islandais Sin Fang.
Il a aussi dessiné l'artwork du deuxième album du groupe colombien Sismo for their, La Magia Existe.

## Filmographie
Sauf indication contraire, les informations mentionnées dans cette section peuvent être confirmées par la base de données cinématographiques IMDb,  présente dans la section « Liens externes ».
- 2014 : Manhattan (série TV) - 13 épisodes
- 2015 : Welcome Back (Aloha) de Cameron Crowe (avec Jónsi and Alex)
- 2016 : Captain Fantastic de Matt Ross
- 2016 : Dawson City : Le Temps suspendu de Bill Morrison
- 2022 : Causeway de Lila Neugebaue
- 2024 : Nickel Boys de RaMell Ross
- 2025 : Surcompensation (Overcompensating) (série TV)